# Bambuser
Bambuser AB är ett börsnoterat svenskt IT-tjänstföretag, som grundades i Malmö 2007 av Måns Adler och Jonas Vig, Tom Sundström och Martin Storsjö. Ursprungligen tillhandahöll Bambuser en plattform för interaktiva live-videosändningar från mobiltelefoner och webbkameror till internet. Numera tillhandahålls en molnbaserad mjukvarutjänst för företag för att ladda upp video i realtid. Huvudkontoret ligger  i Stockholm och företaget har också kontor i Åbo i Finland. Bambuser börsintroducerades på Nasdaq First North 2017.

## Bambuser i media
Under 2010 införde finländska TV-kanalen YLE Bambuser som en alternativ plattform för sina online- och nyhetssändningar. Detta möjliggjorde för kanalen att få utökad live-bevakning på sin webbplats.
Den 1 januari 2011 firade svenska Piratpartiet sitt femårsjubileum med dåvarande partiledaren Rick Falkvinge och vice partiledaren Anna Troberg via en live-sändning med Bambuser.

## Bambuser i Mellanöstern
Under demonstrationerna i Egypten 2011 blockades Bambuser (tillsammans med Twitter) av den egyptiska regeringen.
Kort därefter begränsades större delen av landets internettrafik. Under denna blackout skapade Bambuser en speciell sida för Egypten och samlade alla sändningar med ursprung från Egypten samt protesterna på Tahrirtorget på. Denna utvecklades senare till Nordafrika/Mellanöstern-sidan.
Under protesterna i Bahrain uppstod en liknande situation, då myndigheter blockerade tillgången till Bambuser-hemsidan.
I det syriska inbördeskriget användes Bambuser i stor utsträckning av s.k. medborgarjournalister i ett försök att dokumentera och öka medvetenheten om händelserna i landet. Den 17 februari 2012 rapporterades det att Syrien hade blockerat tillgången till Bambuser.
Under Gezi-protesterna i Turkiet började medborgare sända polisens våld och förtryck av AKP-regimen med Bambuser. Som ett svar förbjöd, utan domstolsbeslut, premiärministeriet i Turkiet Bambuser. Förbudet pågick fortfarande den 4 april 2014.

## Associated Press
En av aktieägarna i Bambuser är Associated Press. Tusentals AP-reportrar världen över är utrustade med en app för att dagligen fånga upp händelser med live video och bilder. Ett avtal från 2012 möjliggör för AP att använda Bambuser som en källa för användargenererat innehåll från medborgarjournalister.